# Lars Bergland
Lars Bergland, född 1 april 1937 i Göteborg, är en svensk före detta friidrottare (110 meter häck). Han tävlade för IK Vikingen och vann SM på 110 meter häck år 1958.